# Tails Adventure
Tails Adventure, in Japan uitgebracht als Tails Adventures (Japans: テイルスアドベンチャー; Teirusu Adobenchā), is een videospel ontwikkeld door Aspect en uitgebracht door Sega voor de Sega Game Gear.
Het spel is het tweede solospel van het personage Tails, die normaal meedoet in de spellen van Sonic the Hedgehog. Het spel volgt niet de standard plotlijn uit de Sonic-spellen. De plot van het spel is in de Japanse versie anders dan in de Westerse versie.

## Verhaallijn

### Japanse versie
Het verhaal speelt zich af voor Tails’ eerste ontmoeting met Sonic. In de Grote Oceaan ligt een klein eiland dat niet terug te vinden is op een kaart: Cocoa Island. Hier zouden de chaosdiamanten verborgen zijn. Ook Tails woont op dit eiland, alwaar hij een onderzoekslab heeft opgezet.
Op een dag wordt het eiland aangevallen door het Battle Kukku-leger. De dictator Great Battle Kukku 15th heeft het bestaan van de chaosdiamanten ontdekt en wil ze gebruiken om de wereld te veroveren. Alleen Tails kan hem tegenhouden.

### Buiten Japan
In de Westerse versie speelt het spel zich af na het laatste Sonic-spel. Sonics afwezigheid wordt verklaard door het feit dat Sonic en Tails hebben besloten een tijdje hun eigen weg te gaan.
Tails ontdekt een eiland en besluit er een tijdje te blijven. Hij noemt het eiland "Tails Island". Zijn rust wordt echter verstoord wanneer een leger van vogelachtige wezens het eiland aanvalt.

## Gameplay
Tails Adventure is vooral een puzzelspel met elementen van een platformspel. Het voornaamste doel is het verzamelen van voorwerpen.
Tails kan lopen, springen, bukken, vliegen, aan richels hangen en bommen gooien. Zijn gezondheid wordt gemeten met een Ring Item Box linksboven in beeld. Hij kan zijn gezondheid aanvullen door ringen te verzamelen. Ringen zijn te vinden door rotsen op te blazen of vijanden te verslaan. Tails’ gezondheid begint bij 10, maar kan oplopen tot 99.
De tijd die Tails kan vliegen is in het begin 3 seconden, maar met power-ups kan dit worden verhoogd tot 15 seconden.
Er zijn in totaal 12 levels om uit te spelen. In het spel moeten 26 voorwerpen worden verzameld. Elk voorwerp heeft een ander doel. Tails kan echter maar vier voorwerpen met zich meebrengen naar een nieuw level.
Vooral essentieel voor het spel is de Remote Robot (Mecha Tails in de Japanse versie): een kleine robot gemodelleerd naar Tails die op plaatsen kan komen waar Tails zelf niet bij kan. Als de robot wordt geactiveerd, blijft Tails op zijn plek staan en bestuurd de speler de robot. De robot kan lopen, springen, vliegen en in kleine ruimtes kruipen. Als de robot wordt beschadigd, keert hij automatisch terug naar Tails. Bijna alle puzzels in het spel komen erop neer dat men met de robot de weg vrij moet maken voor Tails. Onder water verandert de robot in een kleine duikboot die ook al te zien was in Sonic Triple Trouble.

## Platforms
| Jaar | Platform     |
| ---- | ------------ |
| 1995 | Game Gear    |
| 2013 | Nintendo 3DS |

## Ontvangst
| Beoordeeld door                 | Platform     | Jaar | Score |
| ------------------------------- | ------------ | ---- | ----- |
| SEGA-Mag (Objectif-SEGA)        | Game Gear    | 2013 | 90%   |
| Mega Fun                        | Game Gear    | 1995 | 81%   |
| GamePro (USA)                   | Game Gear    | 1996 | 80%   |
| neXGam                          | Game Gear    | 2009 | 79%   |
| Electronic Gaming Monthly (EGM) | Game Gear    | 1996 | 78%   |
| Retrospekt                      | Game Gear    | 2010 | 78%   |
| Electronic Gaming Monthly (EGM) | Game Gear    | 1996 | 78%   |
| Digitally Downloaded            | Nintendo 3DS | 2013 | 40%   |